# Linea di traguardo
Linea di traguardo è un romanzo di Paola Zannoner.

## Trama
Leo è un adolescente di 14 anni. La sua passione è il Calcio, ma un giorno, tornando da una partita, ha un incidente in moto che spezza i suoi sogni. Qui entra in scena Viola, una ragazza della sua classe a cui non aveva mai dato molta importanza. Tra di loro nasce inizialmente una grande amicizia, nella quale la ragazza aiuterà Leo nei compiti e nell'affrontare la vita nonostante i suoi ripetuti problemi. L'affinità tra i due ragazzi è ormai arrivata al culmine, ciò che li lega principalmente è la passione per lo sport: calcio per Leo e atletica con salto degli ostacoli per Viola. Una figura molto importante nel racconto sarà pure Manlio, l'allenatore del ragazzo prima dell'incidente e colui che spronerà Leo a non rimanere sulla sedia a rotelle per sempre, ma a cercare di fare lo stesso dello sport, anche se in condizioni non ottime. Viola, verso il finale, dovrà affrontare una gara di atletica nella quale ogni ostacolo sarà sempre più difficile da superare e viene collegato alla sua vita insieme a quella di Leo, il ragazzo in carrozzina che è sugli spalti a tifare la sua fidanzata.